# Даче Мельбарде
Даче Мельбарде (латис. Dace Melbārde) — латвійська політик та історик, з 2013 по 2019 рік — Міністр культури Латвії.
У 1994 році закінчила філологічний факультет Латвійського університету, а 1996 — Латвійську академію культури. Нагороджена орденом Трьох зірок.
У 2019 році була обрана до Європейського парламенту від партії «Національне об'єднання» та увійшла до фракції Європейських консерваторів та реформістів.